# Kodeks 0272
Kodeks 0272 (Gregory-Aland no. 0272) – grecki kodeks uncjalny Nowego Testamentu na pergaminie, datowany metodą paleograficzną na IX wiek. Rękopis jest przechowywany w Londynie. Tekst rękopisu jest wykorzystywany w niektórych współczesnych wydaniach greckiego Nowego Testamentu. 

## Opis
Zachowały się 3 pergaminowe karty rękopisu, z greckim tekstem Ewangelii Łukasza (16,21-17,3(?).19-35(?); 19,15-31(?)). Tekst nie zawsze jest czytelny. Karty mają rozmiar 33 na 26 cm. Tekst jest pisany dwoma kolumnami na stronę, 28 linijek tekstu na stronę. Jest palimpsestem, tekst górny zawiera menaion. 

## Tekst
Tekst rękopisu reprezentuje bizantyjską tradycję tekstualną. Kurt Aland zaklasyfikował tekst rękopisu do kategorii V. 

## Historia
INTF datuje rękopis 0272 na IX wiek . 
Kodeks 0273 włączany był dawniej do 0133. Na listę greckich rękopisów Nowego Testamentu wciągnął go Kurt Aland, oznaczając go przy pomocy siglum 0272. Został uwzględniony w II wydaniu Kurzgefasste. Rękopis został wykorzystany w 26. wydaniu greckiego Nowego Testamentu Nestle-Alanda (NA26). Nie wykorzystano w NA27, NA28 i UBS4. 
Rękopis jest przechowywany w Bibliotece Brytyjskiej (Addition Manuscripts 31919, f. 21, 98, 101) w Londynie . 